# New South Wales Open 1992
New South Wales Open 1992 - чоловічий і жіночий тенісний турнір, що проходив на відкритих кортах з твердим покриттям NSW Tennis Centre в Сіднеї (Австралія). Належав до World Series в рамках Туру ATP 1992 і турнірів 2-ї категорії в рамках Туру WTA 1992. Відбувсь усоте і тривав з 6 до 12 січня 1994 року. Еміліо Санчес і Габріела Сабатіні здобули титул в одиночному розряді.

## Фінальна частина

### Одиночний розряд, чоловіки
Еміліо Санчес —  Гі Форже, 6–3, 6–4

### Одиночний розряд, жінки
Габріела Сабатіні —  Аранча Санчес Вікаріо, 6–1, 6–1

### Парний розряд, чоловіки
Серхіо Касаль /  Еміліо Санчес —  Скотт Девіс /  Kelly Jones, 3–6, 6–1, 6–4

### Парний розряд, жінки
Аранча Санчес Вікаріо /  Гелена Сукова —  Мері Джо Фернандес /  Зіна Гаррісон-Джексон, 7–6(7–4), 6–7(4–7), 6–2